# Râul Ștefănești
Râul Ștefănești este un curs de apă, afluent al râului Gilort.